# Prince Balde
Prince Balde (Monrovia, 23 marzo 1998) è un calciatore liberiano, difensore dell'FC Rosengård e della nazionale liberiana.

## Carriera

### Club
Ha giocato nella prima divisione kosovara.

### Nazionale
Nel 2017 ha esordito con la nazionale liberiana.

## Statistiche

### Cronologia presenze e reti in nazionale
| Cronologia completa delle presenze e delle reti in nazionale ― Liberia | Cronologia completa delle presenze e delle reti in nazionale ― Liberia | Cronologia completa delle presenze e delle reti in nazionale ― Liberia | Cronologia completa delle presenze e delle reti in nazionale ― Liberia | Cronologia completa delle presenze e delle reti in nazionale ― Liberia | Cronologia completa delle presenze e delle reti in nazionale ― Liberia | Cronologia completa delle presenze e delle reti in nazionale ― Liberia | Cronologia completa delle presenze e delle reti in nazionale ― Liberia |
| Data                                                                   | Città                                                                  | In casa                                                                | Risultato                                                              | Ospiti                                                                 | Competizione                                                           | Reti                                                                   | Note                                                                   |
| ---------------------------------------------------------------------- | ---------------------------------------------------------------------- | ---------------------------------------------------------------------- | ---------------------------------------------------------------------- | ---------------------------------------------------------------------- | ---------------------------------------------------------------------- | ---------------------------------------------------------------------- | ---------------------------------------------------------------------- |
| 16-7-2017                                                              | Monrovia                                                               | Liberia                                                                | 0 – 2                                                                  | Mauritania                                                             | Campionato delle Nazioni Africane 2018                                 | -                                                                      |                                                                        |
| 23-7-2017                                                              | Zouérat                                                                | Mauritania                                                             | 0 – 1                                                                  | Liberia                                                                | Campionato delle Nazioni Africane 2018                                 | -                                                                      |                                                                        |
| 11-6-2021                                                              | Tunisi                                                                 | Mauritania                                                             | 1 – 0                                                                  | Liberia                                                                | Amichevole                                                             | -                                                                      |                                                                        |
| 3-9-2021                                                               | Lagos                                                                  | Nigeria                                                                | 2 – 0                                                                  | Liberia                                                                | Qual. Mondiali 2022                                                    | -                                                                      |                                                                        |
| 6-9-2021                                                               | Douala                                                                 | Liberia                                                                | 1 – 0                                                                  | Rep. Centrafricana                                                     | Qual. Mondiali 2022                                                    | -                                                                      |                                                                        |
| 7-10-2021                                                              | Accra                                                                  | Liberia                                                                | 1 – 2                                                                  | Capo Verde                                                             | Qual. Mondiali 2022                                                    | -                                                                      | 70’                                                                    |
| 10-10-2021                                                             | Praia                                                                  | Capo Verde                                                             | 1 – 0                                                                  | Liberia                                                                | Qual. Mondiali 2022                                                    | -                                                                      |                                                                        |
| 13-11-2021                                                             | Tangeri                                                                | Liberia                                                                | 0 – 2                                                                  | Nigeria                                                                | Qual. Mondiali 2022                                                    | -                                                                      |                                                                        |
| 16-11-2021                                                             | Tangeri                                                                | Liberia                                                                | 3 – 1                                                                  | Rep. Centrafricana                                                     | Qual. Mondiali 2022                                                    | -                                                                      |                                                                        |
| 13-6-2022                                                              | Casablanca                                                             | Liberia                                                                | 0 – 2                                                                  | Marocco                                                                | Qual. Coppa d'Africa 2023                                              | -                                                                      |                                                                        |
| 25-9-2022                                                              | Alessandria d'Egitto                                                   | Niger                                                                  | 0 – 0                                                                  | Liberia                                                                | Amichevole                                                             | -                                                                      |                                                                        |
| 27-9-2022                                                              | Alessandria d'Egitto                                                   | Egitto                                                                 | 3 – 0                                                                  | Liberia                                                                | Amichevole                                                             | -                                                                      | 45’                                                                    |
| 24-3-2023                                                              | Soweto                                                                 | Sudafrica                                                              | 2 – 2                                                                  | Liberia                                                                | Qual. Coppa d'Africa 2023                                              | -                                                                      |                                                                        |
| 28-3-2023                                                              | Monrovia                                                               | Liberia                                                                | 1 – 2                                                                  | Sudafrica                                                              | Qual. Coppa d'Africa 2023                                              | -                                                                      | 24’                                                                    |
| 14-10-2024                                                             | Monrovia                                                               | Liberia                                                                | 1 – 2                                                                  | Guinea Equatoriale                                                     | Qual. Coppa d'Africa 2025                                              | -                                                                      | 69’                                                                    |
| 13-11-2024                                                             | Monrovia                                                               | Liberia                                                                | 1 – 0                                                                  | Togo                                                                   | Qual. Coppa d'Africa 2025                                              | -                                                                      |                                                                        |
| 17-11-2024                                                             | Tizi Ouzou                                                             | Algeria                                                                | 5 – 1                                                                  | Liberia                                                                | Qual. Coppa d'Africa 2025                                              | -                                                                      |                                                                        |
| 19-3-2025                                                              | Monrovia                                                               | Liberia                                                                | 0 – 1                                                                  | Tunisia                                                                | Qual. Mondiali 2026                                                    | -                                                                      |                                                                        |
| 24-3-2025                                                              | Monrovia                                                               | Liberia                                                                | 2 – 1                                                                  | São Tomé e Príncipe                                                    | Qual. Mondiali 2026                                                    | -                                                                      |                                                                        |
| Totale                                                                 |                                                                        | Presenze                                                               | 19                                                                     |                                                                        | Reti                                                                   | 0                                                                      |                                                                        |

## Palmarès

### Club

#### Competizioni nazionali
- Supercoppa del Kosovo: 1

Feronikeli: 2019